# 火箭万源站
火箭万源站是一个位于中国北京市丰台区东高地街道104国道与万源南路交叉口，属于北京地铁8号线的地铁车站。车站于2018年12月30日随8号线珠市口至瀛海段开通而投入使用。

## 位置
火箭万源站位于南四环外，南大红门路（104、105国道，南北向）和万源南路（由此向东）交汇处，呈南北走向布置。车站以东为万源庄，以西为中国运载火箭技术研究院，西南为六营门。

## 命名
本站规划建设阶段曾名六营门站。在2018年5月北京市规划和国土资源管理委员会对车站名称的公示中，本站提供了两个备选站名，其中一个是“六营门站”，另一个是“火箭万源站”，公示结束后决定采用“火箭万源站”。“火箭万源站”的名称来自于“火箭院”（即指中国运载火箭技术研究院）和万源庄，并取中国航天事业发祥地之意。

## 结构
火箭万源站为地下二层车站，上层为站厅层，下层为岛式站台。
由于靠近运载火箭技术研究院，本站的装饰以星空为主题。

### 车站楼层
| 地面层          | 街道                    | A—C出入口                        |
| 地下一层 站厅层 | 站厅                    | 客务中心、自动售票机、进出站闸机 |
| 地下二层 站台层 |                         | █ 8号线往朱辛庄（东高地）        |
| 地下二层 站台层 | 岛式站台，左側開门      |                                  |
| 地下二层 站台层 | █ 8号线往瀛海（五福堂） |                                  |

### 站厅

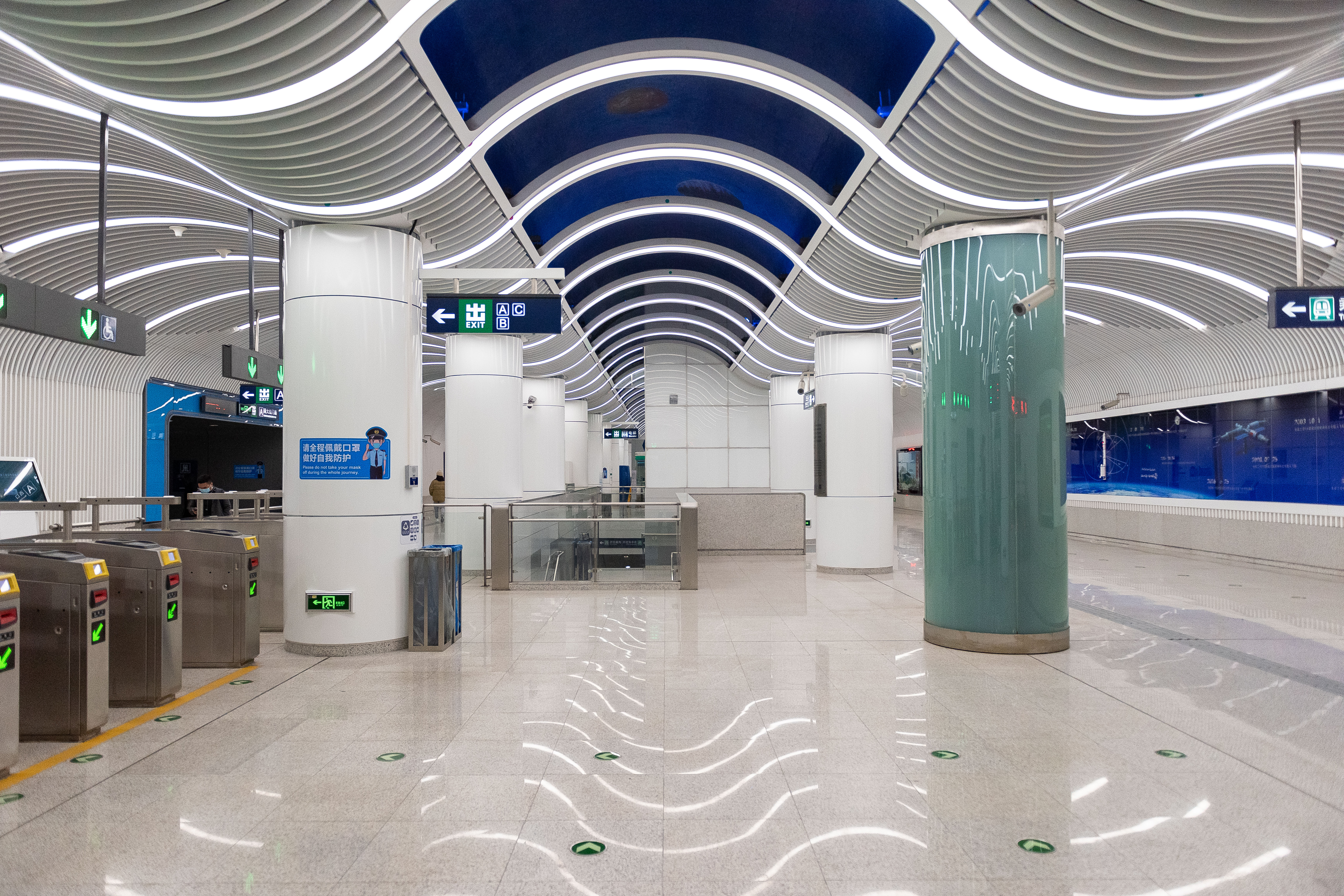
车站大堂（2022年1月摄）

本站的站厅呈南北走向，天花板装饰有马赛克作品《璀璨星空》，站厅东面设有艺术墙《逐梦苍穹》。

### 站台
火箭万源站设有1座岛式站台，位于南大红门路地底。

## 出入口
本站设有3个出入口，其中A口设有A1、A2两个分支，B口设有垂直电梯，原定B2口现为紧急疏散通道。
|                       |            |                                                                    |      |            |  |
| 编号                  | 指示       | 建议前往的目的地                                                   | 图片 | 无障碍设施 |  |
| 出口 · A · 1          | 南大红门路 | 南大红门路（西侧）、六营门小区                                     |      | 不適用     |  |
| 出口 · A · 2          | 南大红门路 | 南大红门路（西侧）、六营门小区                                     |      | 不適用     |  |
| 出口 · B · 升降机标志 | 南大红门路 | 南大红门路（东侧）、万源西里、北京航天总医院、保利国际影城         |      |            |  |
| 出口 · C              | 南大红门路 | 南大红门路（东侧）、万源南路（南侧）、梅源里、丰台区东高地第三小学 |      | 不適用     |  |
| 註： 設有             |            |                                                                    |      |            |  |